# Меркантилізм
Меркантилі́зм (фр. mercantile — торговець, від лат. mercari — торгувати) — у широкому розумінні — переважання матеріальних, фінансових інтересів над усіма іншими. У більш вузькому, конкретному значенні — торгова та фінансова політика абсолютистських держав 16-18 ст. та відповідна ідеологія.

## Історія
Термін «меркантилізм» і «меркантильна система» вперше вжив французький фізіократ Оноре Мірабо 1763 року, а згодом їх ввів у широкий обіг Адам Сміт у праці «Дослідження про природу і причини багатства народів» (1776). Найбільш повно цю доктрину виклав у своєму творі «Збагачення Англії за допомогою міжнародної торгівлі» (1664) Томас Ман. Він писав: «Усталеними засобами підвищення нашого добробуту і збагачення є торгівля з іноземцями, у якій завжди маємо дотримуватися правила: щорічно продавати чужинцям товару на більшу суму, ніж купувати їхнього». За Шмоллером, меркантилізм — це передусім система державотворення, за якої уряд намагається усунути внутрішні перешкоди для торгівлі й покращити становище нації у світовій економіці. Меркантилізм захищав Джон Кейнс у своїй «Загальній теорії…»(1936).

## Положення
Багатство меркантилісти не відділяли від грошей, тобто в тодішніх умовах від монетарних металів — золота та срібла. Відповідно, багатство держави — це кількість дорогоцінних металів, що є на її території. Для того, щоб багатство збільшувалося, надходження золота та срібла в країну має перевищувати їх відтік. Оскільки більшість країн не мало відповідних копалин (це стосувалося й країн де меркантилізм зародився та набув найбільшого поширення: Франції, Англії), то головним джерелом золота та срібла меркантилісти вважали активний торговий баланс. Певно, значний вплив на такі погляди справив історичний приклад Іспанії, що незважаючи на багаті родовища в американських колоніях витрачала своє золото та срібло на оплату імпорту.

### У політичній економії
Економічна політика періоду становлення капіталізму, яка виявлялася в активному втручанні держави в господарське життя, головним напрямком державної політики вони вважали протекціонізм.

### У державній політиці
Із самого початку праці меркантилістів були не чисто науковими економічними дослідженнями, а мали вигляд трактатів порад для правителів. Тобто активна державна економічна політика була органічною частиною меркантилізму. Якщо правитель хотів, аби його країна і, відповідно, скарбниця були повні золота та срібла він мав сприяти експорту, та обмежувати імпорт. Для обмеження імпорту меркантилісти пропонували введення високих мит на імпорт, перш за все предметів розкоші. Так само вони пропагували розвиток внутрішнього виробництва, знову ж таки в першу чергу предметів розкоші. Це мало як зменшити витрати на імпорт подібної продукції, так і стати джерелом дорогоцінних металів завдяки експорту. В свій час меркантилізм зміг стати впливовою економічною теорією що дійсно впливала на політику багатьох європейських держав, перш за все Франції. В митній політиці завдяки меркантилізму вводилися високі ввізні і низькі вивізні мита. Надавалися пільги купцям, що здійснювали далекі подорожі, нерідко субсидувалися далекі заморські експедиції в пошуках ринків збуту або ж джерел дефіцитних східних товарів в обхід конкурентів. Для розвитку внутрішнього виробництва надавалися пільги певним галузям, нерідко відкривалися державні мануфактури та надавалися субсидії.
Наслідки політики меркантилізму були неоднорідними, якщо високі ввізні мита сприяли наповненню державної скарбниці і часом дійсно захищали внутрішнє виробництво, то державна підтримка і особливо державна організація виробництва зазвичай були неефективними. Створювалися мануфактури, що вимагали постійних пільг та субсидування. Зазвичай без державної підтримки або ж після смерті їх організатора вони досить швидко занепадали через збитковість.